# Robert Malm
Robert Malm (* 21. August 1973 in Dunkerque) ist ein ehemaliger togoisch-französischer Fußballspieler.
Der Sohn togoischer Eltern wurde im Norden Frankreichs geboren und wuchs auch dort auf. Seine Profi-Karriere begann er 1991 beim RC Lens. Bei diesem Verein blieb er bis 1994. Danach spielte  er weiterhin in unteren französischen Ligen, wobei er fast jedes Jahr den Verein wechselte. Seine Stationen waren Fécamp (1994–96), Saint-Brieuc (1996/97), FC Lorient (1997/98), Toulouse FC (1998/99), ASOA Valence (1999/2000), FC Gueugnon (2000/01) und ES Wasquehal (2001/02). Ein längeres Engagement hatte er bei Grenoble Foot 38, wo er drei Jahre blieb. 2005 wechselte er zu Stade Brestois.
Erst kurz vor der Fußball-WM 2006 absolvierte Malm sein erstes Länderspiel für Togo, am 14. Mai 2006 gegen Saudi-Arabien. Nationaltrainer Otto Pfister nahm ihn vor allem wegen seiner Erfahrung in den Kader auf.
Nach seiner aktiven Karriere war Malm als Mitglied des Trainerstabes bei Olympique Nîmes und AS Cherbourg tätig.
| Personendaten    | Personendaten             |
| ---------------- | ------------------------- |
| NAME             | Malm, Robert              |
| KURZBESCHREIBUNG | togoischer Fußballspieler |
| GEBURTSDATUM     | 21. August 1973           |
| GEBURTSORT       | Dunkerque                 |